# Maurice Dupré
Pour l’article homonyme, voir Dupré.
À ne pas confondre avec Maurice Dupré (1937-2006), homme politique québécois au provincial.
Maurice Dupré (né le 20 mars 1888 à Lévis et mort le 3 octobre 1941) est un avocat et homme politique fédéral du Québec.

## Biographie
Né à Lévis dans la région de Chaudière-Appalaches, il devient député du Parti conservateur dans la circonscription fédérale de Québec-Ouest en 1930. Réélu lors de l'élection partielle de 1930, déclenchée en raison d'une loi de l'époque qui forçait la tenue d'une telle élection lors de la nomination d'un député à un poste rétribué par la Couronne, il devient Solliciteur général du Canada. Défait par le libéral Charles Parent en 1935 et en 1940, il avait également été défait dans Kamouraska en 1925 par le libéral Joseph Georges Bouchard.
Associé d'Onésime Gagnon, de Valmore de Billy, de Richard Bennett et Meighen.